# Caradrina filipjevi
Caradrina filipjevi là một loài bướm đêm trong họ Noctuidae.